# Lio Piccolo
Lio Piccolo ist eine Insel in der nördlichen Lagune von Venedig. Sie gehört zur Gemeinde Cavallino-Treporti, die seit 1999 von Venedig abgetrennt ist, und hat etwa 20 dauerhafte Einwohner. Von Treporti aus ist Lio Piccolo über einen Kanal zu erreichen. Rund um die Kirche Santa Maria della Neve, die, wie der Name sagt, Unserer Lieben Frau vom Schnee geweiht ist, befindet sich eine Handvoll Gebäude, einschließlich eines kleinen Palastes des 18. Jahrhunderts. Die übrige Insel ist von Gemüsegärten geprägt – in denen unter anderem eine lokale Art von Artischocken, die violette Artischocke von Sant’Ersasmo (italienisch Carciofo violetto di Sant'Erasmo), und Chinesische Jujube angebaut werden. Außerhalb des Hauptortes finden sich einzelstehende Bauernhäuser. Kanäle, Barene und Valli da pesca umgeben die Insel; wirtschaftlich von Bedeutung ist daneben der Agriturismo.

## Name
Der Name Lio ist ein lokaler Begriff, der heute nicht mehr verwendet wird und so viel wie Lido bedeutet. Der lateinische Name Litus Minor wurde verwendet, um ihn von dem nahegelegenen und größeren Litus Maior, dem heutigen Lio Maggiore (das zu Jesolo gehört), zu unterscheiden. Die Bezeichnung als Litus hängt damit zusammen, dass hier bis zum 14./15. Jahrhundert der Ostrand der Lagune verlief, sich also dort ein Meeresufer befand, während die heutige, weiter östlich gelegene, langgestreckte Halbinsel erst in dieser Zeit entstanden ist. Lio Piccolo war auch als Litus Albus bekannt, später Litus minus oder parvum.

## Geschichte
Wie alle Inseln in der Lagune von Venedig, so ist auch Lio Piccolo starken Veränderungen unterworfen, die vorrangig auf die Schwankungen des Meeresspiegels zurückzuführen sind, aber auch auf die Strömungsverhältnisse in der Lagune, in die eine Reihe von Flüssen mündete. Die Insel, wie der größte Teil des Lagunengebiets, geht auf deren Sedimente zurück, die insbesondere durch den Fluss Piave transportiert wurden. Dadurch wanderte der Ostrand der nördlichen Lagune immer weiter in die Adria. In römischer Zeit stellte die Insel Lio Piccolo einen Teil dieses Ostrandes dar, lag also am Meer. Die ältesten Funde stammen allerdings aus der Bronzezeit, genauer dem 12. bis 11. Jahrhundert v. Chr. Aus römischer Zeit stammt eine punische Amphore aus dem 2. Jahrhundert v. Chr.
Obwohl Lio Piccolo heute ein rein landwirtschaftlicher und dünn besiedelter Ort ist, weisen archäologische Funde den Ort dementsprechend als einen florierenden Handelshafen der römischen Kaiserzeit aus, der nicht nur mit Lio Maggiore verbunden war, sondern vor allem mit der Stadt Altinum am Westrand der Lagune. Von dort aus dürften wohl die Initiativen zur Nutzung des Küstensaumes ausgegangen sein, vielleicht auch die unmittelbare Steuerung durch kaiserliche Beauftragte, die die Aufgabe hatten, auf diese Art zur Versorgung der verhältnismäßig großen Stadt Altinum zu sorgen. Dabei war die Lagune zu dieser Zeit wohl eher ein Golf.
Die meisten Funde aus dieser Zeit lagen bei ihrer Wiederentdeckung unter Wasser, so etwa die Überreste von zwei kaiserzeitlichen Häusern mit reichen Mosaikböden. Eines von ihnen, ein annähernd quadratisches Bauwerk, eine Villa, misst 37 mal 37 m. Von den dazugehörigen Holzhäusern sind keine Spuren geblieben. Die Villa bestand vom 1. Jahrhundert v. Chr. bis ins 1. Jahrhundert n. Chr. Zwei domus, seinerzeit auf einem Terrain angelegt, das mehr als einen Meter über dem Niveau der Umgebung lag, konnten sich länger halten. Die hohe Qualität sowohl der Keramiken mit ihren Malereien, als auch der Fresken, von den sich Reste fanden, oder der Stuckarbeiten, weist auf eine gehobene gesellschaftliche Stellung hin. Die herrschaftlichen Häuser bestanden bis ins 4., bzw. 5. Jahrhundert n. Chr., die Fundierung bildeten große Eichenhölzer oder -stämme. Die Arbeit basierte überwiegend auf Sklaven, deren Kammern sich nachweisen ließen; dabei wurde aus dem Meer auch Fisch gefangen – dieser auch in eigens angelegten Kanälen – und Salz gewonnen. In spätrömischer Zeit, wohl im 6. Jahrhundert, wurde die Ansiedlung aufgegeben.
Im 11. bis 13. Jahrhundert befand sich auf der Insel hingegen ein Kloster, eine Pfarrkirche, die San Salvatore und eine weitere Kirche, die Santa Maria gewidmet war. 1241 wurde auf Lio Maggiore, wo sich allein sieben Kirchen befanden, ein Podestà eingesetzt, der auch für Lio Piccolo zuständig war. Ähnlich wie Torcello und die anderen Zentren der nördlichen Lagune begann Lio Piccolo im Laufe des 14. Jahrhunderts erneut zu verfallen, was auf den steigenden Meeresspiegel zurückzuführen ist, aber auch darauf, dass der Ostrand der Lagune sich weiter in die Adria verlagerte. 1424 bestimmte der Podestà von Lio Maggiore keinen Nachfolger mehr, da auch diese Insel ihre Bevölkerung weitgehend einbüßte. 1443 und 1455 erging für Lio Maggiore die Erlaubnis, die Kirchen ihres Schmuckes zu berauben und den Palazzo Pretorio abzureißen. Vom 15. bis weit ins 16. Jahrhundert gibt es keine Hinweise auf Besiedlung, wohl weil der Ort aufgegeben worden war.
Ende des 16. Jahrhunderts dürften auf den Inseln Saccagnana, Mesole (dort entstand spätestens 1380 ein Nonnenkloster), Lio Piccolo, Cavallino und Lio Maggiore wieder einige hundert Menschen gelebt haben.

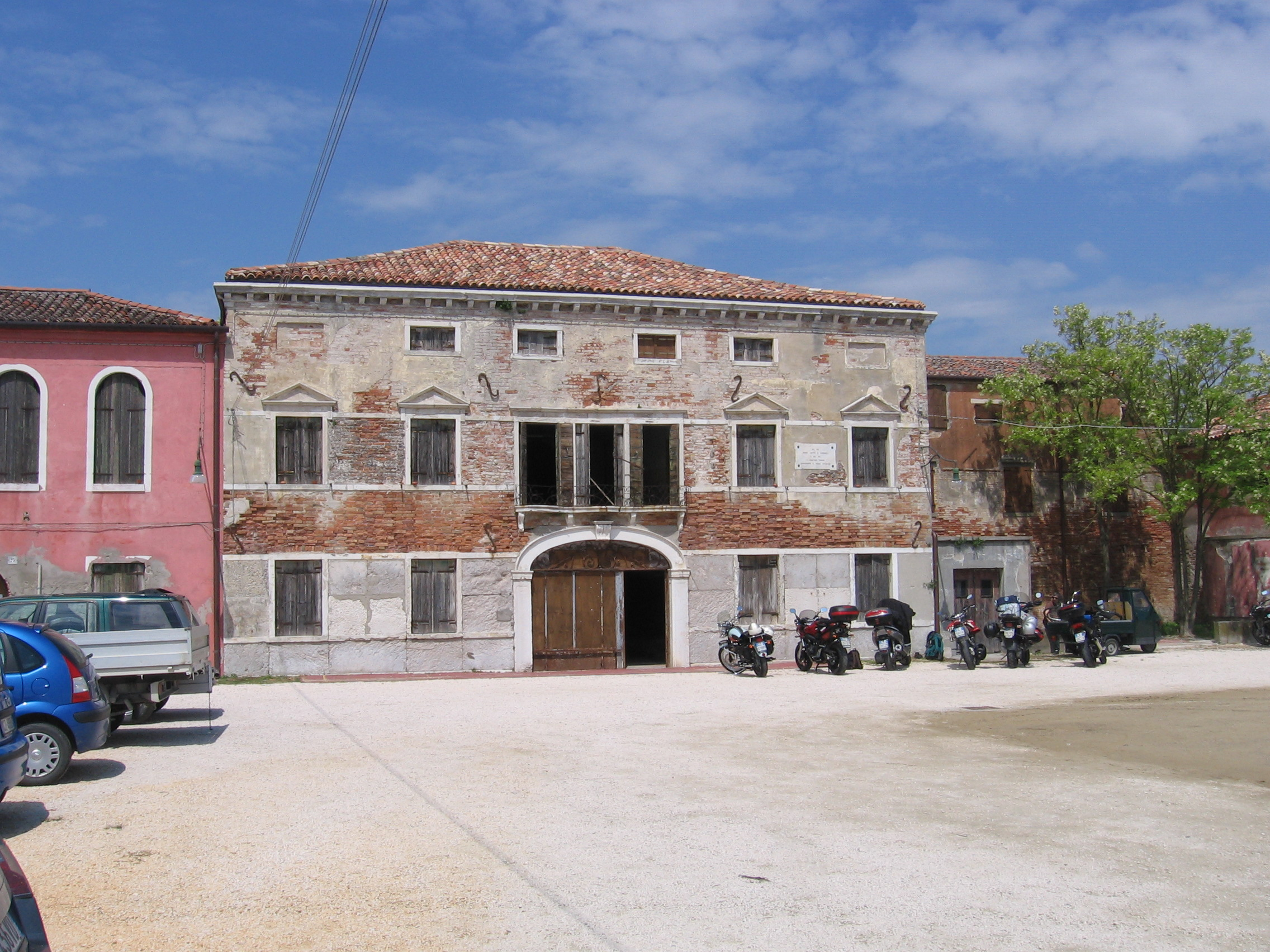
Palazzetto Boldù auf Lio Piccolo

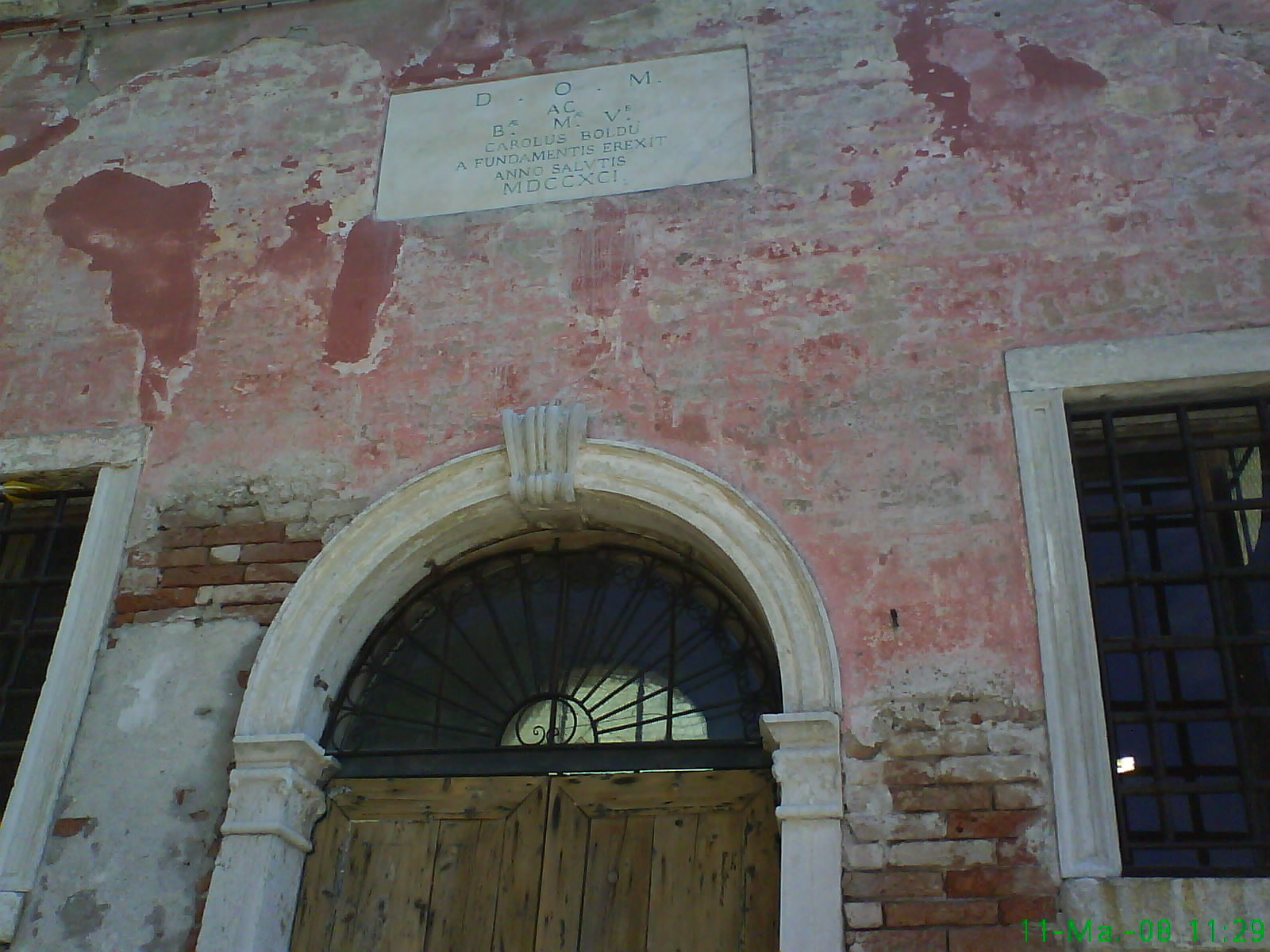
Die Gründungsplakette der Kirche S. Maria della Neve nennt „Carolus Boldù“ und das Jahr 1791

So wurde Lio Piccolo in einer Karte von 1692 verzeichnet, in der landwirtschaftliche Flächen im Besitz des Klosters San Giovanni Battista zu Murano sowie ein Bauernhaus zu erkennen sind. 1696 erfolgte der Bau der der Madonna della Neve geweihten Kirche, die auf den Ruinen der Vorgängerkirche Santa Maria errichtet wurde. Die Kirche, die später dem Rosenkranz, dem hl. Dominikus und dem hl. Franziskus geweiht wurde, besuchte 1711 der Bischof von Torcello Marco Giustinian. Noch in der Karte von 1763, die Angelo Emo anfertigte, lag der Ostrand immer noch weiter westwärts, dort, wo sich der Canale Pordelio befindet.
Die Insel ging in den Besitz der Familie Boldù über, die 1791 die heutige Kirche auf der Kirche von 1696 errichten ließ, die der Heiligen Maria della Neve geweiht ist. Auch ließ sie 1777 den benachbarten Palazzo Boldù errichten. Das Ortszentrum erfuhr mit der Eröffnung der Saline von San Felice sogar eine gewisse Blüte. Auch der Fischfang in den Valli da pesca trug weiterhin zur lokalen Ökonomie bei. Zugleich führte die Verlegung des Sile, eines der Flüsse, die in die Lagune mündeten, zu einer Stabilisierung der Inseln, der seither in die Cortellazzo-Mündung entwässert. 1872 begannen die Arbeiten an der Hafenmündung, die das Wasser von San Nicolò di Lido, Sant’Erasmo und Treporti in einer einzigen Mündung in die Adria kanalisieren sollten.
Nach dem Besuch des Patriarchen Angelo Ramazzotti im Jahr 1860 begann der Ausbau der Kirche, dann des Pfarrhauses und des Glockenturms (1911). Letztere Ausbauten nahmen die Padri Armeni Mechitaristi von der Insel San Lazzaro degli Armeni vor. 1951 wurde sie sogar zur Pfarrkirche. 
Aber einige Jahre später begann das Zentrum wieder zu verfallen, denn die Insel wurde von einer Auswanderungswelle in den 1960er Jahren erfasst, wie große Teile Oberitaliens. Sie musste schließlich geschlossen werden, weil das Bauwerk gefährdet war. Die Armenier gaben die Kirche auf und Swarowsky erwarb das ungenutzte Bauwerk. Erst 2004 wurde die Insel wieder Teil der Gemeinde Treporti. Die Kirche wurde der Kirche der Heiligen Dreifaltigkeit von Treporti unterstellt. 
Im Jahr 2008 wurden die Wartungs- und Sicherungsarbeiten am Palazzo Boldù und an der Kirche sowie die komplette Restaurierung des Glockenturms abgeschlossen. Heute leben etwa 20 Menschen auf der Insel.